# Wedelia bahamensis
Wedelia bahamensis là một loài thực vật có hoa trong họ Cúc. Loài này được (Britton) Schulz ex O.E.Schulz miêu tả khoa học đầu tiên năm 1911.